# Pierre Sulmon
 (novembre 2016).
Si vous disposez d'ouvrages ou d'articles de référence ou si vous connaissez des sites web de qualité traitant du thème abordé ici, merci de compléter l'article en donnant les références utiles à sa vérifiabilité et en les liant à la section « Notes et références ».
Pierre Sulmon, né le 9 mai 1932 à Roubaix et mort le 14 janvier 2008 à Toulouse, est un sculpteur et un peintre français.

## Biographie
Pierre Sulmon se forme à l'École nationale supérieure des arts décoratifs de Paris auprès de Marcel Gromaire. Ses compositions graphiques sont tissées à plusieurs reprises depuis 1956 par les Ateliers d'Aubusson. Il s'oriente vers la sculpture mais reste attaché à la peinture. Il obtient le prix Bourdelle en 1967 et, depuis cette date, aborde des matériaux aussi divers que la cire, les polyuréthanes et le bronze.
Élève à l'école régionale des beaux-arts et d’architecture de Tourcoing, à l'école des beaux-arts de Roubaix
et à l'École nationale supérieure des arts décoratifs de Paris, il obtient un diplôme d’État de décorateur (promotion Henri Matisse), il est membre du jury[Quand ?] du diplôme national des beaux-arts. Il enseigne également à l’école régionale des beaux-arts de Saint-Étienne, à l’école régionale des beaux-arts de Nancy et à l’école régionale des beaux-arts de Limoges.
En mars 2023, sa famille fit une donation de 156 de ses œuvres au Musée des beaux-arts de Carcassonne.

## Expositions
- Expositions particulières : Paris, Nancy, Toulouse, Perpignan, Luxembourg, Marseille, Amsterdam, Ostende, Collioure, Bruxelles, Megève, Roubaix, Montréal, Mexico.
- Exposition au Musée Bourdelle 1969
- Édition de Métaphores (50 exemplaires de pâtes de verre chez Daum) 1970
- Membre du Comité Eurodesign (président Jean Prouvé)
- Musée Rodin, Paris, Formes humaines.
- Salon des Tuileries
- Salon de la jeune peinture et sculpture
- Salon d’automne
- Salon des Arts et Lettres
- Galerie René Drouet
- Biennale de Paris

## Distinctions
- Sélection au prix Fénéon 1958
- Grand prix de la ville de Roubaix 1958
- Prix Othon Friesz première mention 1958
- Prix de Collioure 1959
- Sélection au prix de Biarritz 1960
- Sélection au prix V. Choquet 1961
- Prix Antoine Bourdelle 1967
- Membre du jury de la deuxième Biennale de Paris (avec jean Prouvé)

Dans les collections publiques :
- Musée des beaux-arts de Carcassonne[3]
- Musée de La piscine à Roubaix
- Musée de Castres
- Musée de design et d'arts appliqués contemporains à Lausanne
- Musée Dom Robert et de la tapisserie du XXe siècle à Sorèze

## Réception critique
« Voici un jeune peintre, Pierre Sulmon, qui tient largement ses promesses. Il est rare de voir d’affirmer aussi rapidement chez un artiste des qualités qui s’imposent à l’examen approfondi de la critique et qui le classent déjà parmi les meilleurs espoirs de sa génération. Il est d’abord un des meilleurs dessinateurs que j’ai vu se former dans cette École nationale supérieure des arts décoratifs de Paris et où il a suivi notamment les conseils successifs d’artistes tels que Perrandin, Despierre, Saint-Saens, et enfin du maître Gromaire de 1955 à 1957. Les dons et les qualités dont on peut juger déjà l’épanouissement s’affirment après la sûreté du dessin. Dans l’ordonnance des compositions singulièrement réfléchies et une recherche de la couleur propre à un tempérament exigeant qui ne laisse guère de place à ces hasards du métier de peintre sur lesquels comptent trop certains artistes hésitants. Ses tableaux expriment une vigueur rare et un caractère personnel qui ont déjà frappé ceux qui aiment découvrir un tempérament authentique de peintre. la critique ne s’y est pas trompée qui l’a distingué au Salon de la jeune peinture, où il expose depuis 1953, puis au Salon d’automne où il a obtenu en 1958 le prix de Collioure, au prix de la ville de Conche et au grand prix de la ville de Marseille où il a été sélectionné par le jury. Les amateurs ne se sont pas trompés non plus sur Pierre Sulmon, aujourd’hui professeur de dessin dans cette école des Beaux-Arts de Nancy que dirige avec tant de succès et d’autorité Monsieur Mathonat. Un peintre qui ne cesse d’élever et de parfaire sa propre création ne saurait que mériter le succès. Celui-ci ne peut manquer à Pierre Sulmon. »

— Léon Moussinac, directeur des Arts décoratifs de Paris, 1960[réf. nécessaire].